# Universität Ryūkyū

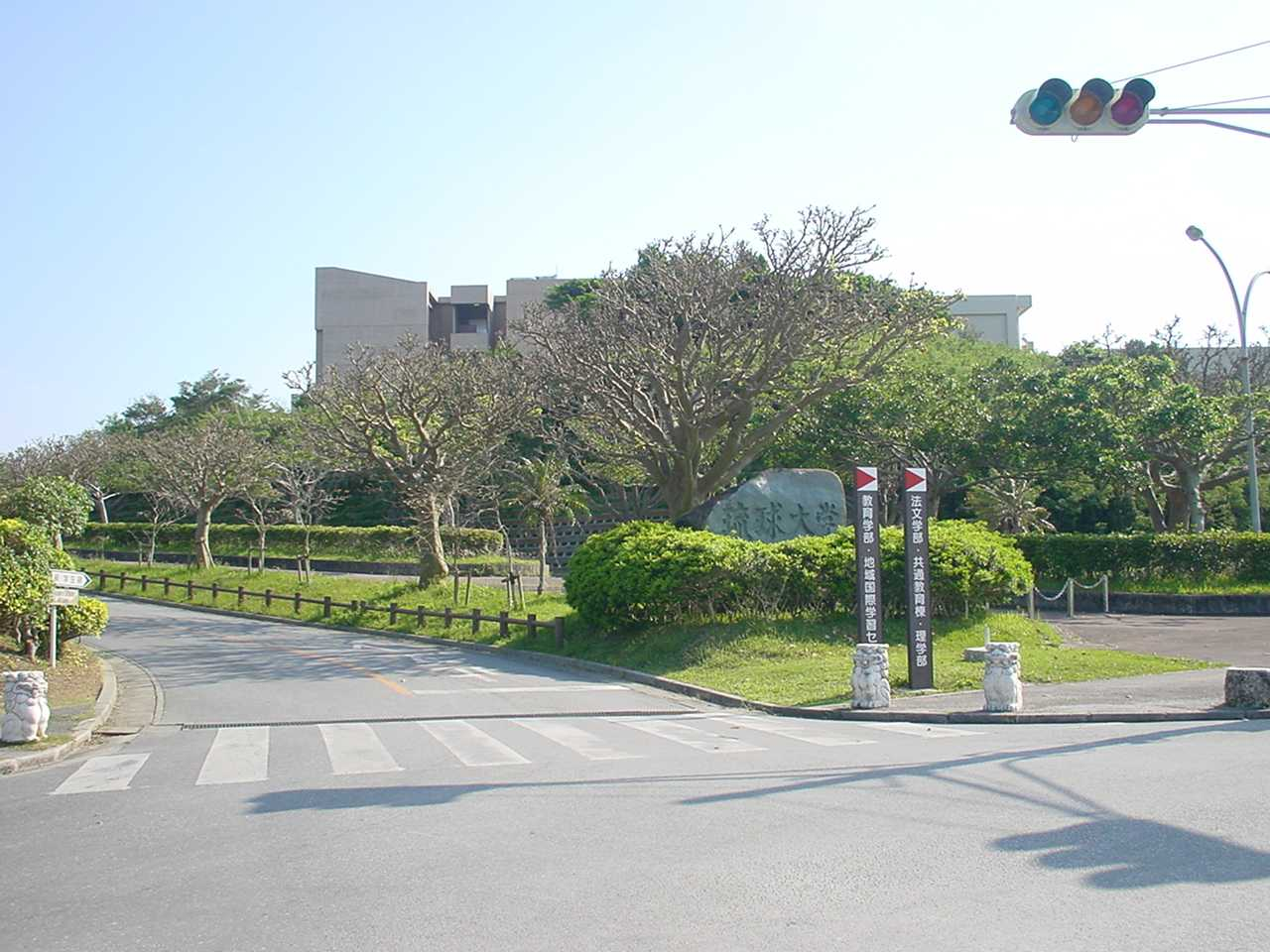
Sembaru-Campus

Die Universität Ryūkyū (jap. 琉球大学, Ryūkyū daigaku, engl. University of the Ryukyus, kurz: Ryūdai (琉大)) ist eine staatliche Universität auf den Ryūkyū-Inseln in Japan. Der Hauptcampus liegt in Nishihara in der Präfektur Okinawa.

## Geschichte
Vor dem Pazifikkrieg gab es keine Hochschule/Fachschule in der Präfektur Okinawa. Während des Krieges erhielten die Normalschule Okinawa (沖縄師範学校, Okinawa shihan gakkō, gegründet 1880) und die Jugend-Normalschule Okinawa (沖縄青年師範学校, Okinawa seinen shihan gakkō, gegründet 1935) den Fachschulstatus, aber 1945 wurden sie zerstört.
Die Universität Ryūkyū wurde 1950 von der US-Zivilregierung der Ryūkyū-Inseln gegründet. Die Universität befand sich zuerst in der ehemaligen Burg Shuri (in Naha, 26° 13′ 1,1″ N, 127° 43′ 9,7″ O) und bestand aus sechs Fakultäten: Englische Sprache, Pädagogik, Sozialwissenschaften, Naturwissenschaften, Agrarwissenschaft, und Angewandte Liberal Arts. Ab 1966 bis 1972 wurde sie von der Regierung der Ryūkyū-Inseln (GRI) getragen.
Nachdem die Ryūkyū-Inseln am 15. Mai 1972 an Japan zurückgegeben wurden, wurde die Universität zu einer japanischen staatlichen Universität. 1977 wurde der heutige Sembaru-Campus neu eröffnet, und mit den Jahren zogen die Fakultäten aus der Burg Shuri nach Sembaru um (dann konnte die Burg Shuri wiederaufgebaut werden). 1984 zog die Medizinische Fakultät (gegründet 1979) in den neuen Nishihara-Campus um.
Die Zahl der Studenten war zuletzt etwas rückläufig. Im Mai 2019 wurden insgesamt 8.079 Studenten verzeichnet, während es im Mai 2020 nur noch 7.992 Studenten waren. Demgegenüber arbeiten 2.345 Mitarbeiter, darunter über 280 Professoren, an der Universität.

## Fakultäten
Die Universität Ryūkyū verzeichnet Stand 2020 sieben Fakultäten:
- Sembaru-Campus (in Nishihara, Präfektur Okinawa, 26° 15′ 9,5″ N, 127° 45′ 59,5″ OKoordinaten: 26° 15′ 9,5″ N, 127° 45′ 59,5″ O):
  - Fakultät für Rechts- und Geisteswissenschaften
  - Fakultät für Tourismuswissenschaft und Betriebswirtschaftslehre
  - Fakultät für Pädagogik
  - Fakultät für Naturwissenschaften
  - Fakultät für Ingenieurwissenschaften
  - Fakultät für Agrarwissenschaften
- Nishihara-Campus (in Nishihara, Präfektur Okinawa, 26° 14′ 28,8″ N, 127° 45′ 31,2″ O):
  - Fakultät für Medizin